# Калін Кемпбел Купер
Калін Кемпбел Купер (англ. Colin Campbell Cooper; 8 березня 1856 — 6 листопада 1937) — американський художник-імпресіоніст. Відомий, зокрема, за свої роботи з тематики американських хмарочосів та урбаністики. Купер багато подорожував й писав краєвиди не лише рідних Сполучених Штатів, а й Європи та Азії. Мав еклектичний жанровий напрямок, окрім хмарочосів писав портрети, природу, інтер'єри, морські пейзажи та інше. Також літературний письменник, драматург, викладач.

## Життєпис
Народився в місті Філадельфія, штат Пенсільванія. Родина походила з Ірландії і емігрувала 1856 року. Мати була художницею-аматором і малювала акварелі. В родині окрім Купера було четверо старших та четверо молодших братів і сестер. Батько був лікарем-хірургом, що забезпечило непоганий фінансовий стан родини.
На свідомість молодого Купера сильне враження справила Філадельфійська виставка 1876 року, де був відділок живопису. Батько, що сам цікавився мистецтвом, та мати діяльно підтримали бажання сина стати художником.

## Освіта
1879 року Купер влаштувався в Пенсільванську академію образотворчих мистецтв в Філадельфії, де пройшов курс за три роки у Томаса Ікінса. Згодом він перебрався в Париж, де продовжив навчання в Академії Жульєна в 1886-1890 рр. Вже 1886 р. створив першу значну подорож в Бретань, Бельгію, Нідерланди. Головні твори цього періоду — сільські краєвиди і пейзажі, створені під впливом барбізонської школи.

## Подорожі
Як відомо, ще 1886 року він відвідав Бретань, Бельгію та Нідерланди.
Митець повернувся в Філадельфію, де влаштувався викладачем в інститут мистецтв, промисловості та мистецтвознавства Дрексела (Drexel University). В цей період (1895-1898 рр.) він викладав техніку акварелі та архітектурний малюнок. Він і надалі робив акварелі перед створенням картин в техніці олійного живопису. Часто це були самостійні твори, котрі від давав на власні виставки. 1896 року сталась пожежа в філадельфійській Галереї Газелтайн. Тоді в полум'ї була знищена низка ранніх картин Купера Кемпбела.
Митець почав виїздити в Голландію, де працював в художній колонії Ларен (Північна Голландія) та в Дордрехті (Південна Голландія). Там та в Сполучених Штатах, куди він повернувся 1898 р., митець остаточно визначився з імпресіоністичним стилем, котрого буде дотримуватись десятиліттями.
Окрім Голландії Купер Кемпбел відвідав окрім країн Північної Європи Туніс, Середню Азію і Захід США — Каліфорнію. На Міжнародній Тихоокеанській виставці 1915 р. в Сан-Франциско твори Купера Кемпбела отримали нагороди — золоту медаль за твори олійними фарбами та срібну за акварелі.
Твори та імпресіоністичну манеру Купера Кемпбела порівнювали з творами іншого американського художника Хассама. Але Чайльд Хассам працював дещо інакше, хоча теж пройшов навчання в Академії Джуліана, розробляв окрім пейзажів побутовий жанр і не захоплювався контрастами хмарочосів з низькою забудовою одноповерхової Америки, як Купер Кемпбел.

## Шлюби
Під час відвідин художніх колоній в Голландії Купер Колін Кемпбел почав зустрічатися з американкою-художницею Еммою Ламперт з Рочестера, штат Нью-Йорк. Вони пошлюбились в Рочестері 9 червня 1897 р. Емма страждала на туберкульоз і померла 1920 року.
Художник по смерті першої дружини перебрався на житло 1921 р. в Санта-Барбару, Каліфорнія. Пошлюбився вдруге 1927 р. У зв'язку із погіршенням зору творча продуктивність митця зменшилась. Мешкав у Санта-Барбарі до власної смерті 1937 р.

## Вибрані твори

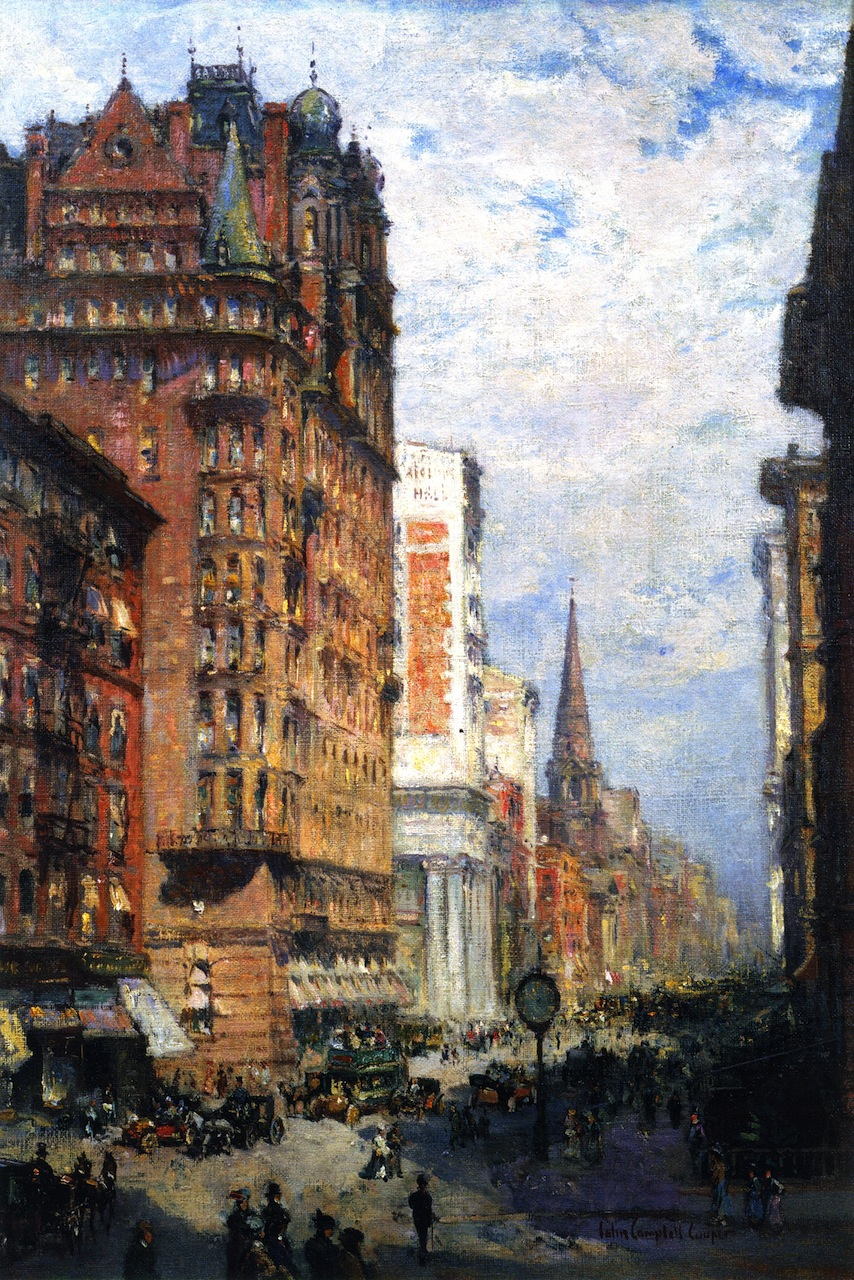
Купер Калін Кемпбел, «П'ята авеню, Нью-Йорк», 1906 р.

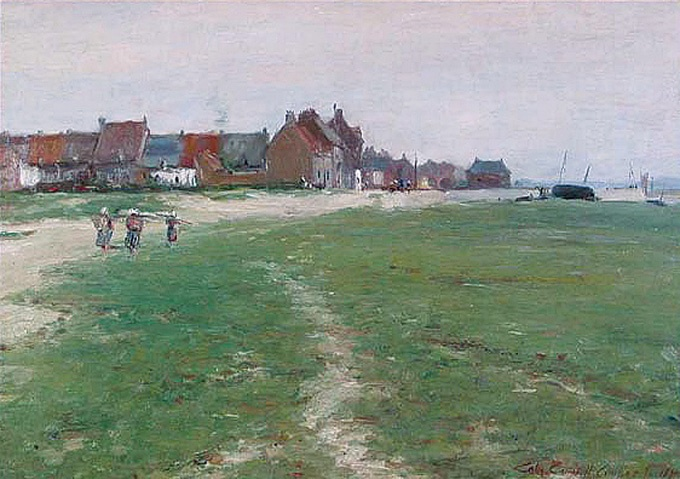
Узбережжя в Бретані, Франція, 1890 р.
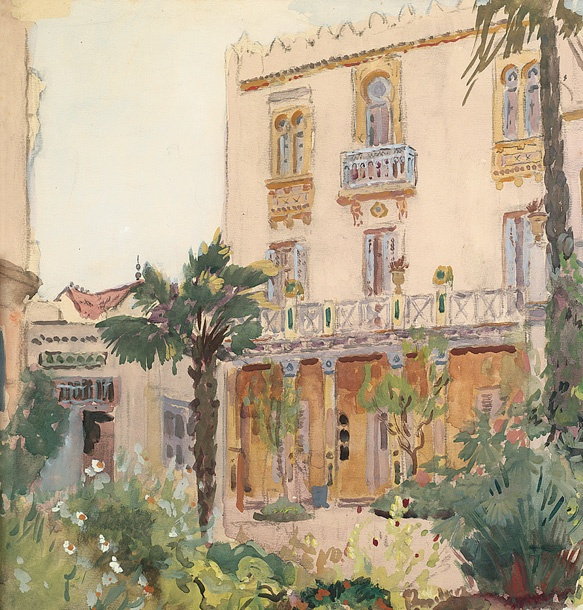
Сад в Іспанії, до 1910-х рр
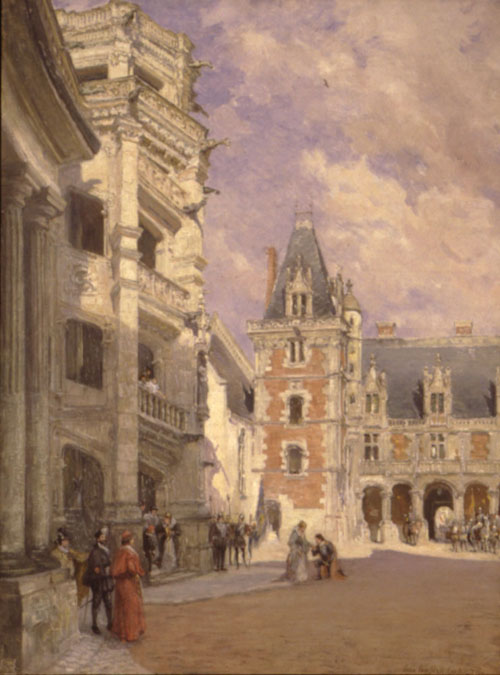
Вежа східців в замку Блуа, Франція, 1900 р.
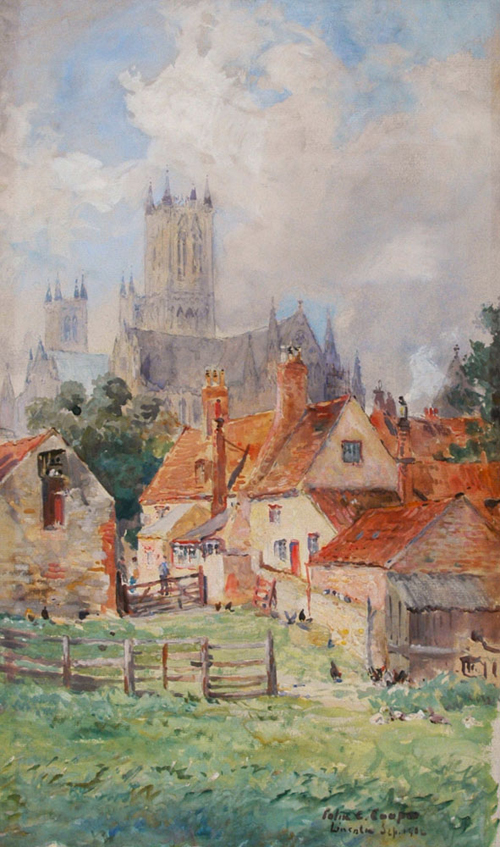
Лінкольн в Англії, 1902 р.
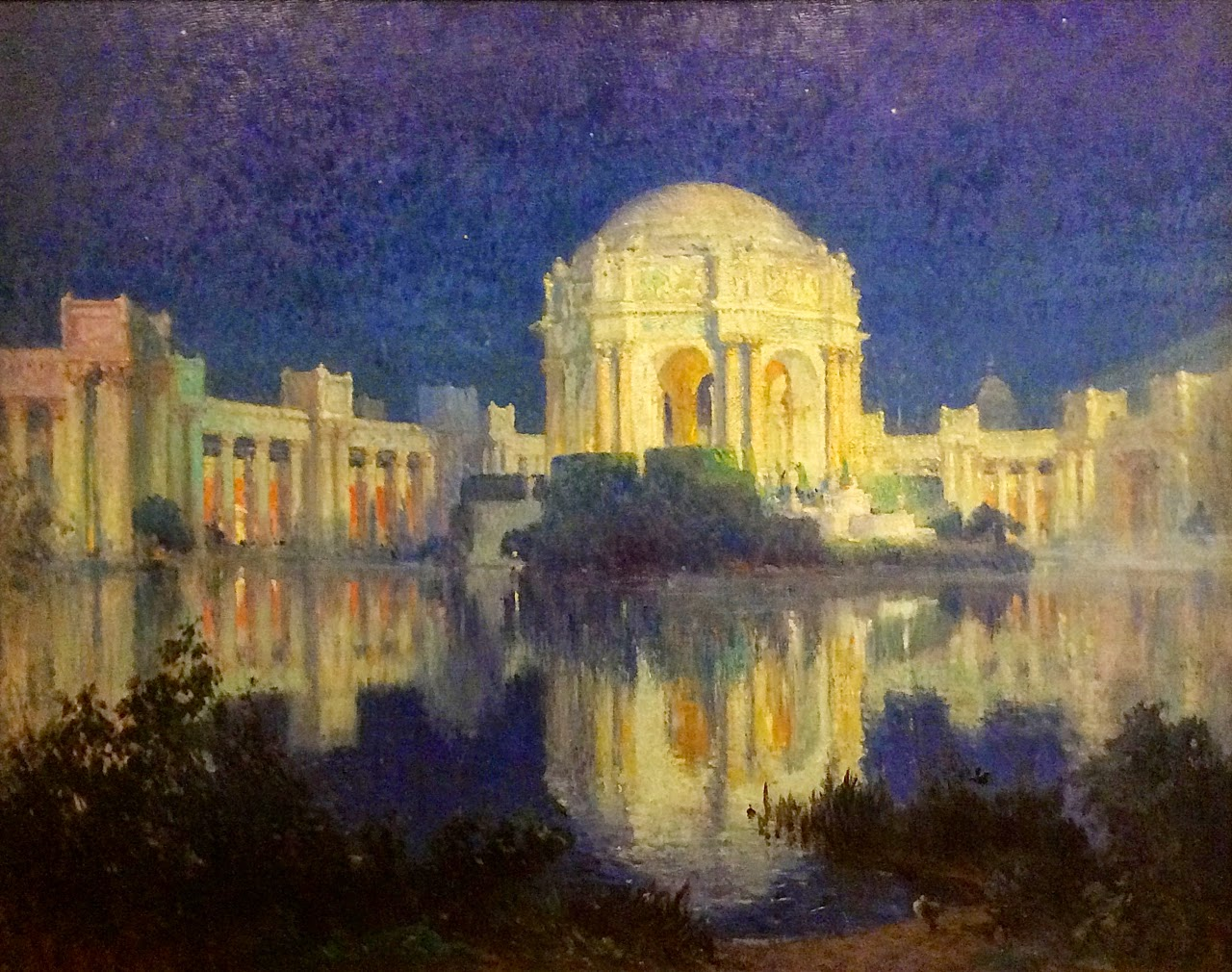
Палац красних мистецтв, Сан-Франциско, 1915 р.
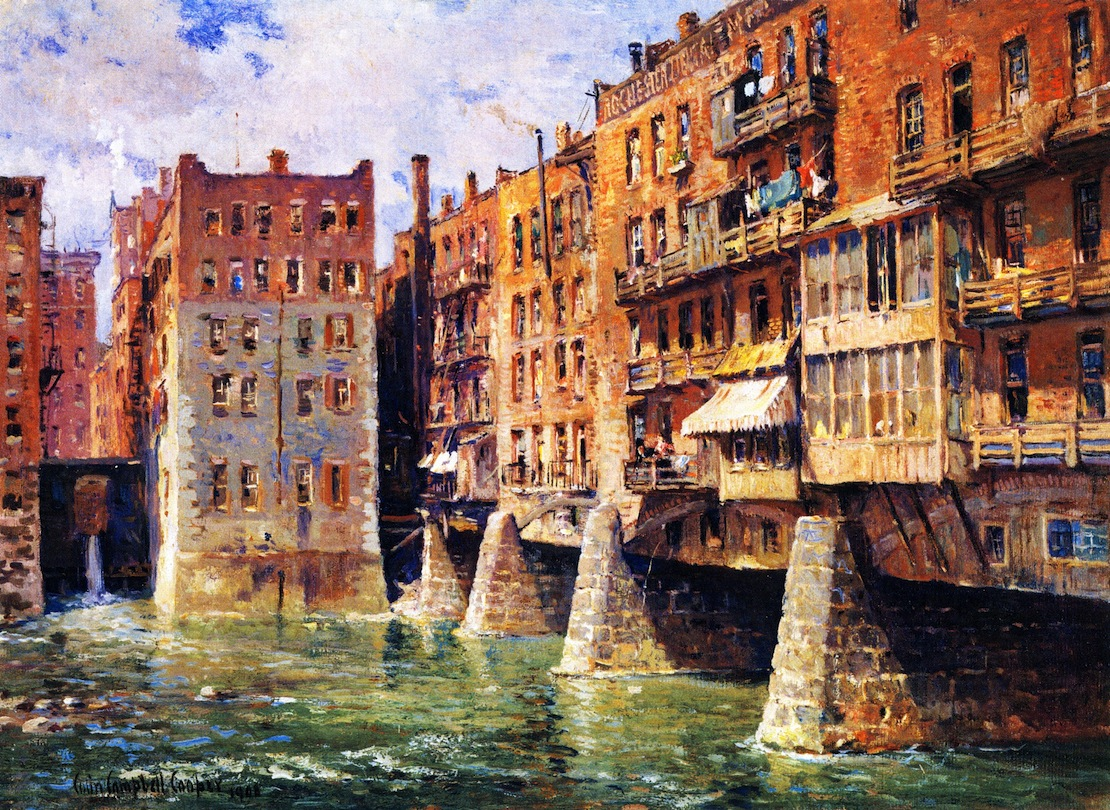
Мейн Стріт брідж, Рочестер, 1908 р.
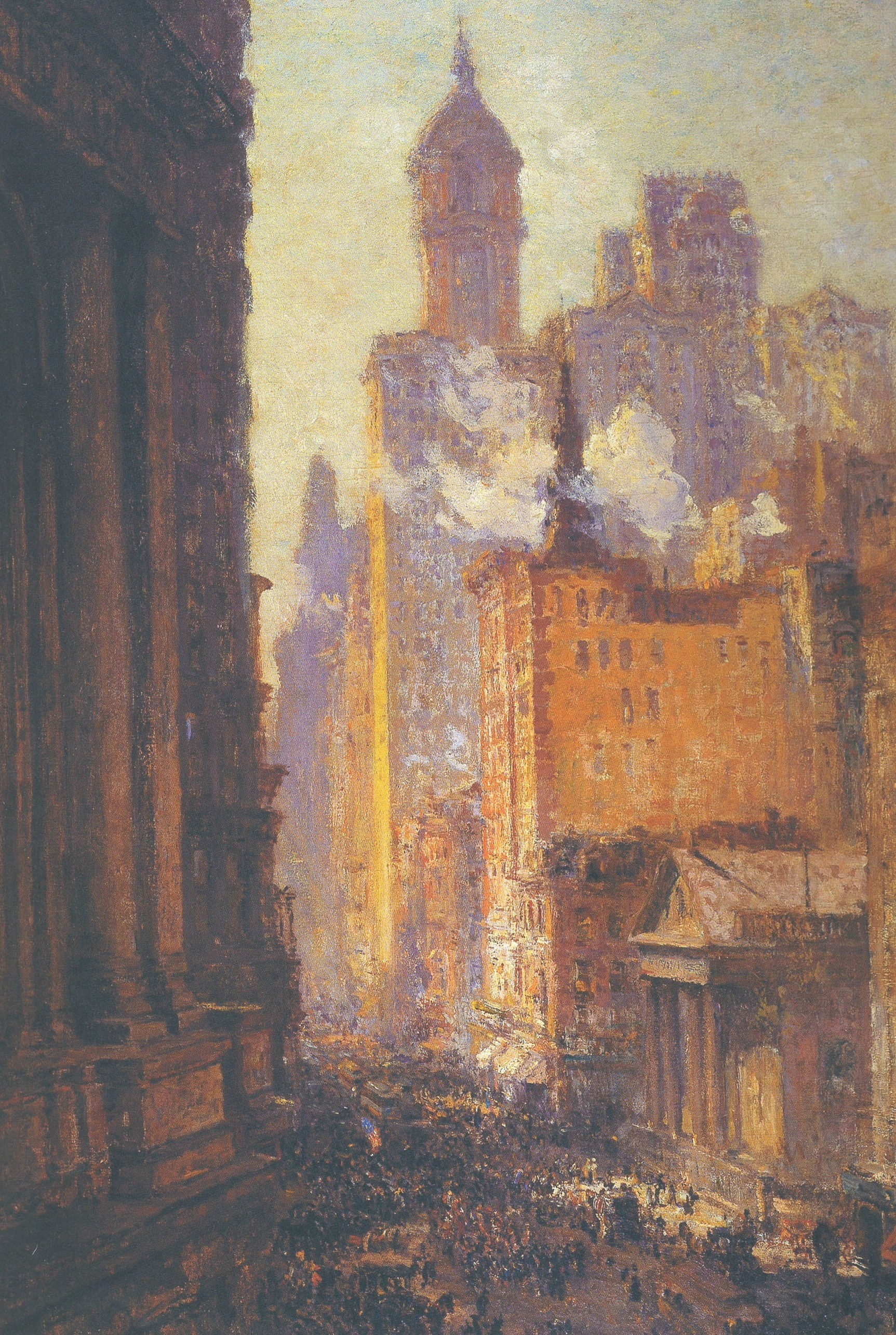
Бродвей вздовж Пост Офіс  (Воллстріт), бл. 1909 р.
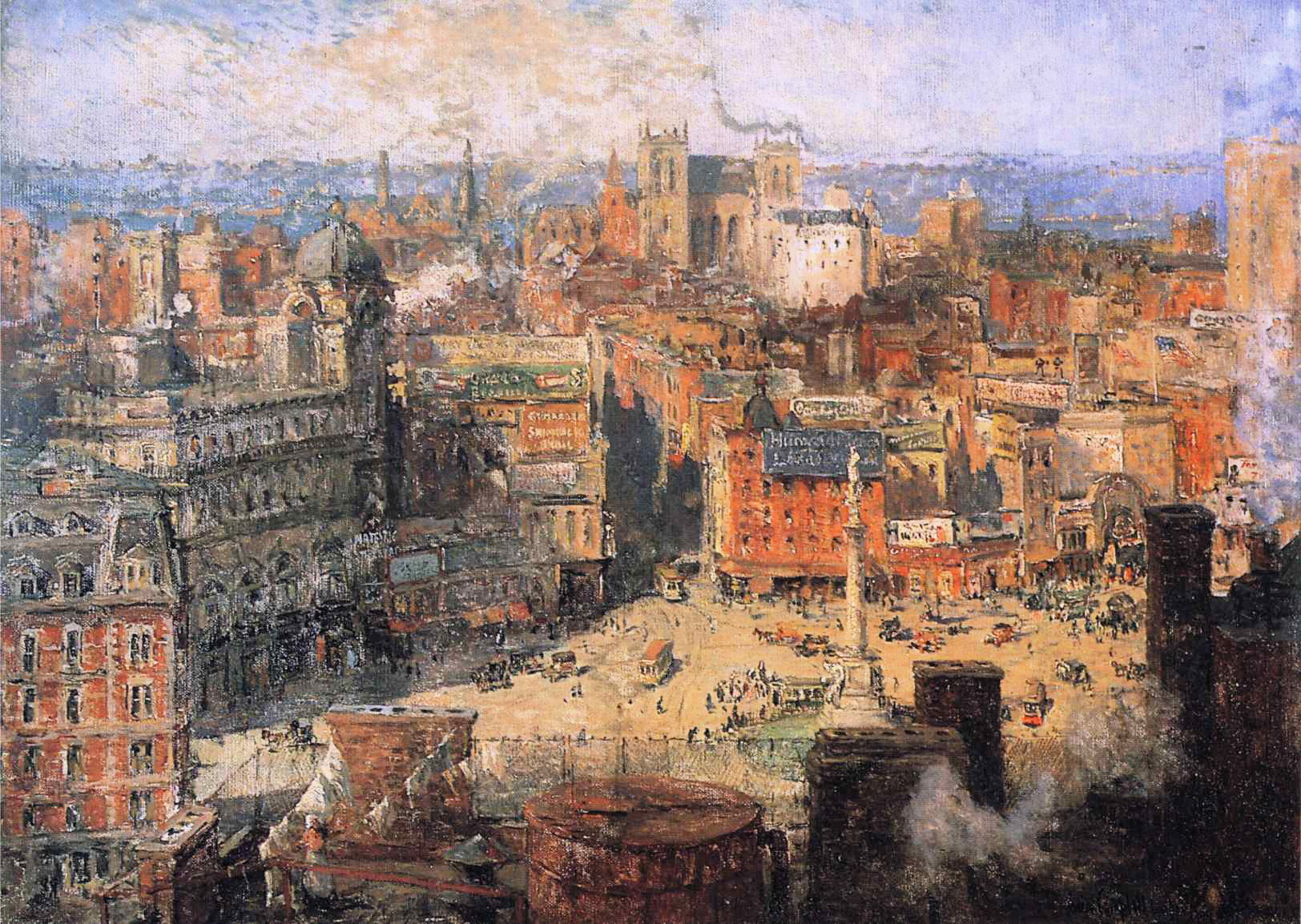
Колумбус Сіркл (Площа Колумба), 1909 р.
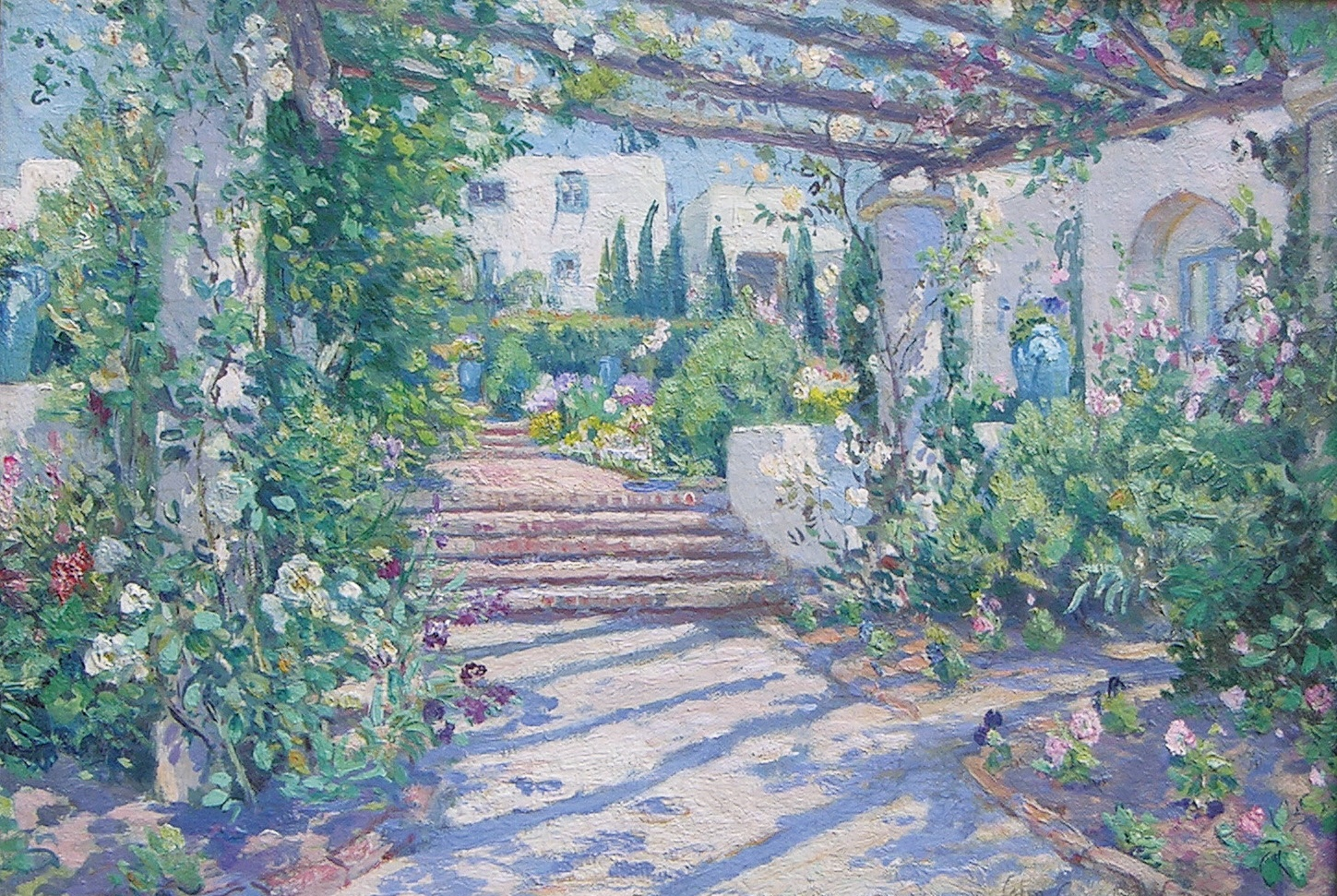
Тераса готелю в Самарканді, 1923 р.